# Povodí (Třebeň)
Povodí (německy Ensenbruck) je malá vesnice, místní část obce Třebeň v okrese Cheb v Karlovarském kraji. Nachází se přibližně tři kilometry severovýchodně od Třebeně a dvanáct kilometrů severovýchodně od Chebu v nadmořské výšce 428 metrů. Vesnicí protéká potok Sázek.

## Název
Původní německý název Ensenbruck vznikl spojením osobního jména Enso a podstatného jména Bruck (nespisovná varianta slova Brücke – most). V historických pramenech se jméno vsi objevuje ve tvarech: Ensenbrug (1292), Ensenbruke (1297) a Ensenpruk (1333).

## Historie
První písemná zmínka o vesnici pochází z roku 1292.

## Obyvatelstvo
Při sčítání lidu v roce 1921 zde žilo 54 obyvatel, až na dva cizozemce všichni německé národnosti. K římskokatolické církvi se hlásilo 53 obyvatel, jeden k evangelické.
| Rok            | 1869 | 1880 | 1890 | 1900 | 1910 | 1921 | 1930 | 1950 | 1961 | 1970 | 1980 | 1991 | 2001 | 2011 | 2021 |
| -------------- | ---- | ---- | ---- | ---- | ---- | ---- | ---- | ---- | ---- | ---- | ---- | ---- | ---- | ---- | ---- |
| Počet obyvatel | 68   | 88   | 72   | 58   | 57   | 54   | 52   | 38   | 23   | 12   | -    | -    | 9    | 18   | 19   |
| Počet domů     | 8    | 9    | 9    | 9    | 9    | 9    | 9    | 11   | -    | 4    | -    | -    | 6    | 6    | 7    |

## Obecní správa
Při sčítání lidu v letech 1850–1879 Povodí bylo osadou obce Nový Drahov v okrese Cheb. V letech 1880–1959 bylo osadou obce Dvorek v okrese Cheb. V letech 1960–1978 byl osadou obce Třebeň v okrese Cheb. Od 1. ledna 1979 do 30. června 1980 byly částí města Františkovy Lázně v okrese Cheb. Od 1. července 1980 do 31. prosince 1997 byla osada úředně zrušena (od 1. července 1980 do 23. listopadu 1990 byly součástí Františkových Lázní a od 24. listopadu 1990 do 31. prosince 1997 opět součástí Třebeně) a jako část obce Třebeň byla obnovena 1. ledna 1998.

## Doprava
Do Povodí vede silnice III/21231 z Třebeně do Milhostova. Další možností je odbočka u Lesinky ze silnice III/21217 z Třebeně do Hartoušova na silnici 2132.

## Pamětihodnosti

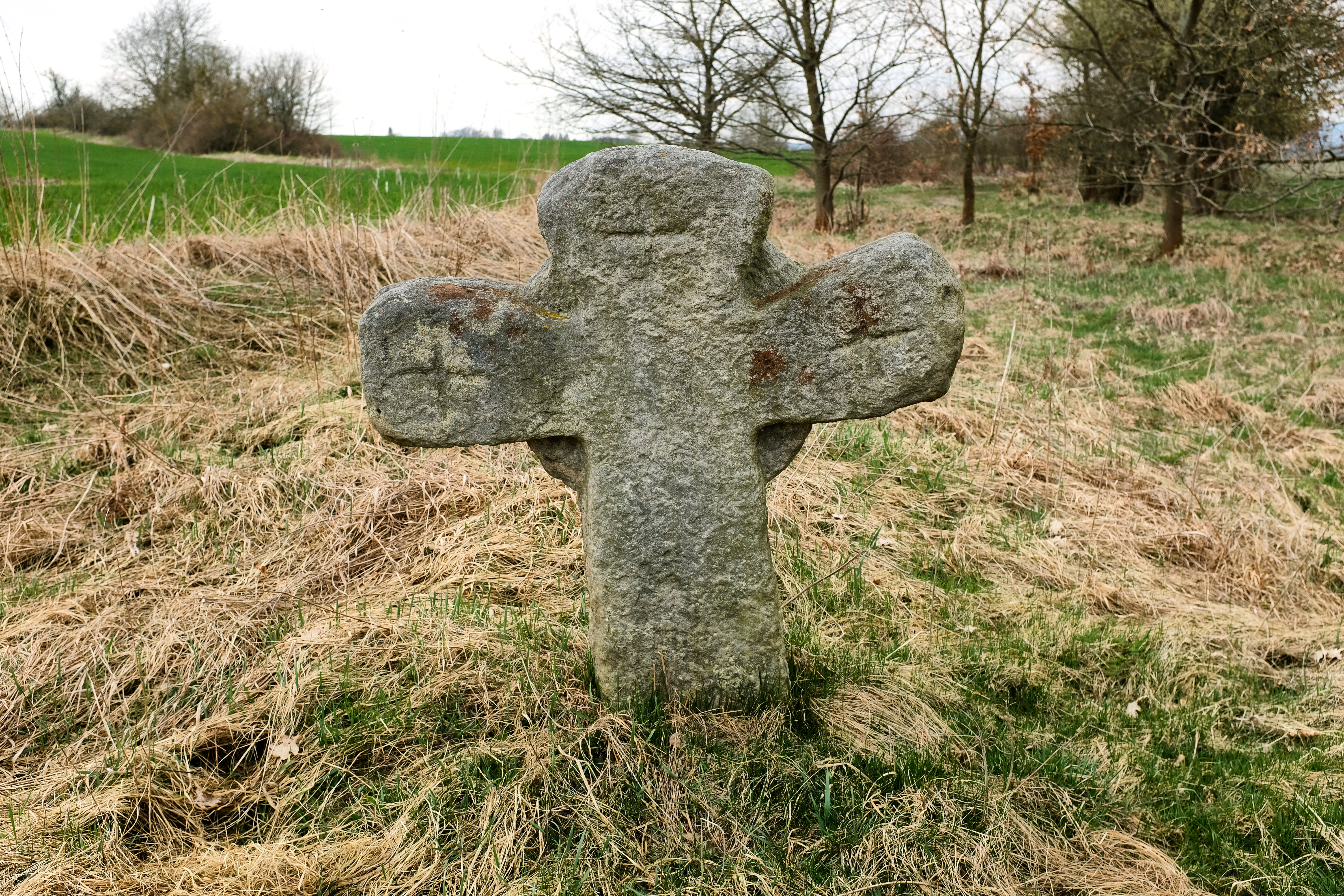
Smírčí kříž u vesnice

- Smírčí kříž